# David Hedman
David Hedman, född 1974, är ett svenskt före detta snowboardproffs och företagare. Han var en av grundarna av klädmärket WESC. Hedman var medlem i svenska snowboardlandslaget 1993–1996 och bedrev parallellt studier vid Handelshögskolan i Stockholm. Han arbetade för Greger Hagelin med skate- och snowboardmodeföretaget G-Spot och var med och grundade WESC 2000. Hedman var företagets vice VD tills han lämnade WESC 2009.